# Rolex
Rolex és una empresa suïssa dedicada a la fabricació de rellotges de luxe d'alta qualitat i altres accessoris amb seu a Ginebra. Els rellotges Rolex són considerats popularment com un símbol d'un elevat estatus econòmic. Juntament amb marques com Patek Philippe, Hublot, Cartier, Breguet i d'altres, són icones de la rellotgeria suïssa.
Va ser creada l'any 1905, per Hans Wilsdorf i Alfred Davis a Suïssa. Amb unes vendes de poc més de cinc-mil milions de dòlars i 800.000 rellotges fabricats actualment, Rolex comercialitza els següents models: Submariner, Daytona, Milgauss, Yacht-Master II, Sea-Dweller, Sky-Dweller, Cellini, Date-Just, Day-Date, Explorer, GMT-Master II.

## Patrocini
La connexió entre Rolex i els esports de competició és molt coneguda i reeixida. Ja sigui en grans esdeveniments esportius, en carreres de cotxes o en esports individuals com l'equitació i el tennis.
En 1978, Rolex es va convertir en el cronometrador oficial del famós campionat de tennis de Wimbledon.
Des de llavors, la casa rellotgera ha ampliat considerablement la seva participació en els esports populars, no sols és soci de The Championships a Wimbledon, sinó també del primer torneig de Gran eslam de l'any: l'Open d'Austràlia.
Rolex ha patrocinat ja, les dues finals de la temporada. D'una banda les Finals NITTO ATP masculines, on es troben els vuit millors tennistes del rànquing mundial i les vuit millors parelles. D'altra banda, les finals del BNP Paribas WTA a Singapur. Des de 2008 Rolex ha estat soci en aquest important esdeveniment del tennis internacional.

## Galeria

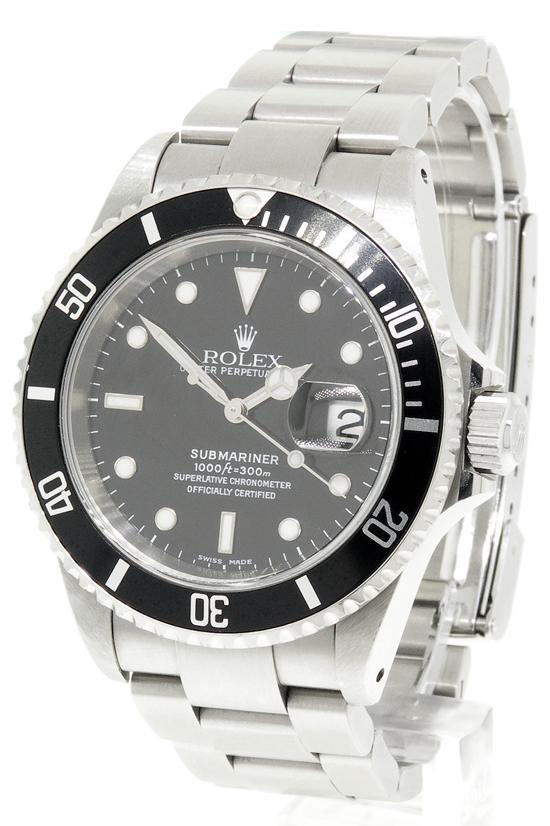
Rolex Submariner Date
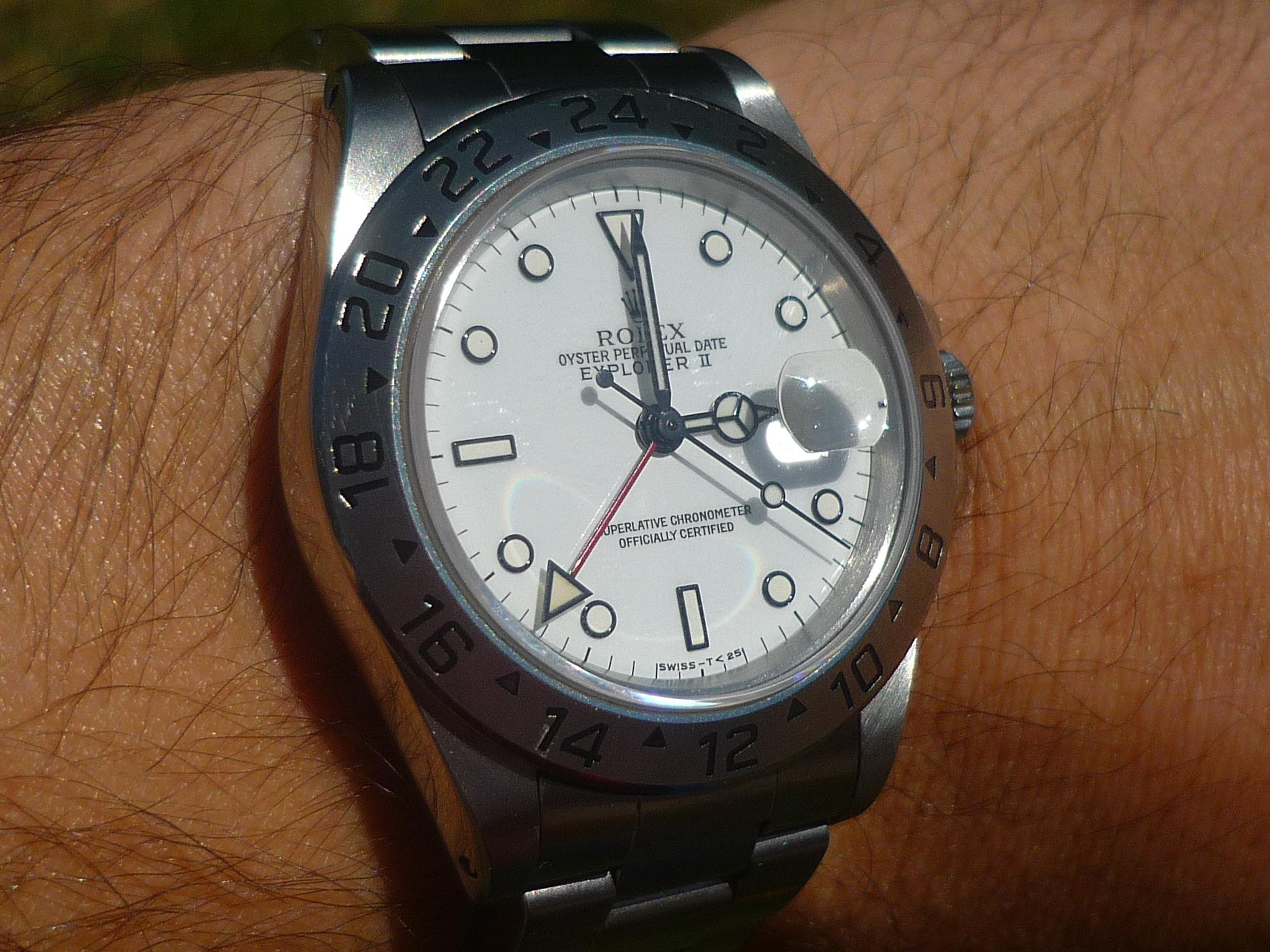
Rolex Explorer
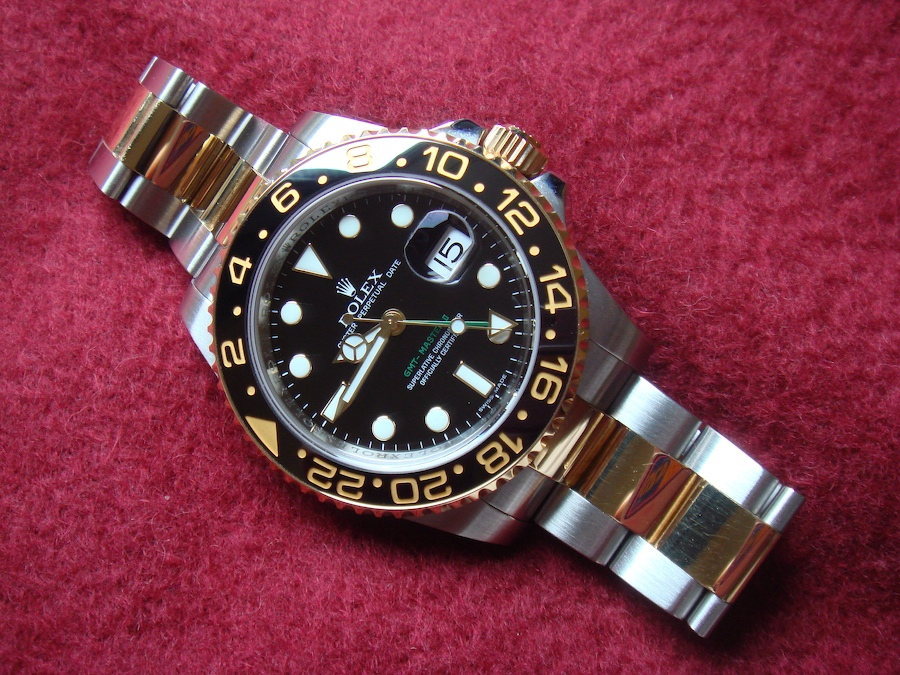
Rolex GMT-Master II